# Marcel Minnaert

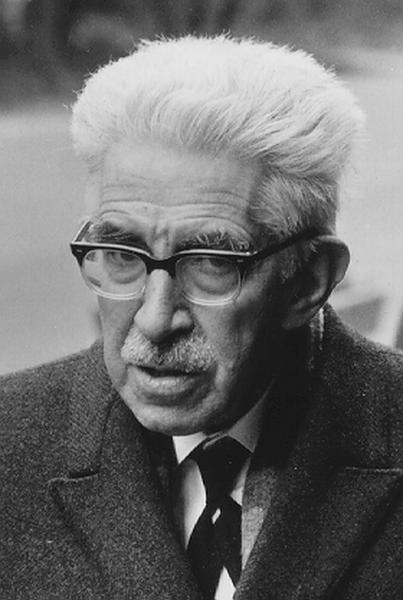
Marcel Minnaert w 1967 roku

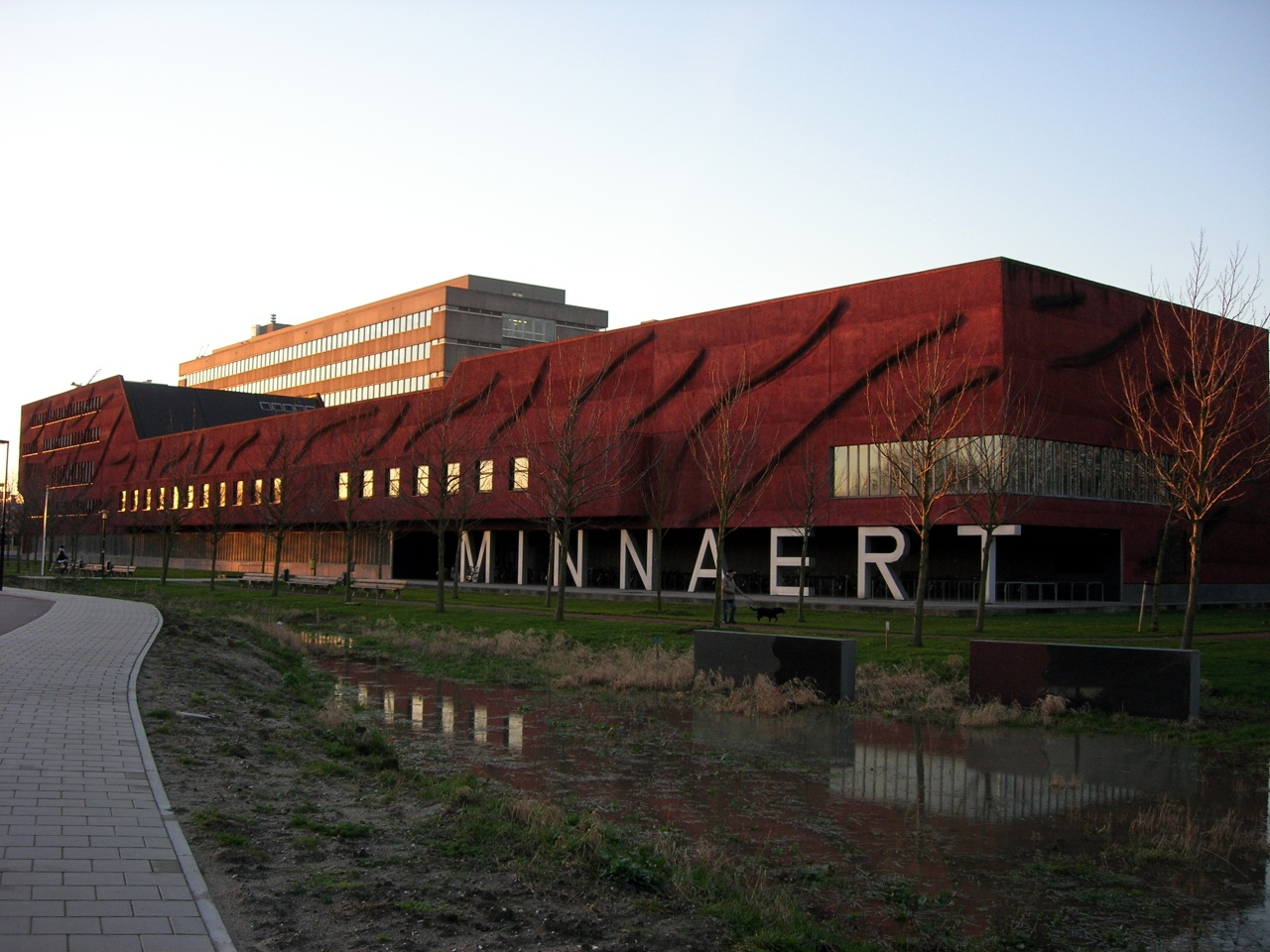
Minnaertgebouw w Utrechcie

Marcel Gilles Jozef Minnaert (ur. 12 lutego 1893 w Brugii, zm. 26 października 1970 w Utrechcie) – belgijski astronom. 

## Życiorys
Studiował biologię na Uniwersytecie w Gandawie oraz fizykę na Universiteit Leiden. Po zakończeniu I wojny światowej rozpoczął pracę na Uniwersytecie w Utrechcie, gdzie był członkiem zespołu zajmującego się fizyką słoneczną. W 1937 roku objął stanowisko dyrektora Obserwatorium Sonnenborgh w Utrechcie. Kierował nim do 1963 roku. 
W czasie II wojny światowej został aresztowany przez Niemców za swoje lewicowe poglądy. Przebywając w areszcie nauczał współwięźniów fizyki i astronomii. 
Wraz ze współpracownikami przeprowadził szczegółową analizę widma światła słonecznego, której wynik zostały opublikowane jako Utrecht Atlas w 1940 roku. Badał też rozpraszanie światła na powierzchni Księżyca i związane z nim zjawiska.
Był członkiem Królewskiej Holenderskiej Akademii Sztuk i Nauk.

## Wyróżnienia i nagrody
- Złoty Medal Królewskiego Towarzystwa Astronomicznego (1947)
- Bruce Medal (1951)

Jego imieniem nazwano planetoidę (1670) Minnaert, krater Minnaert na Księżycu oraz Minnaertgebouw - jeden z budynków kampusu Uniwersytetu w Utrechcie